# Alain Castet

Wappen von Bischof Alain Castet

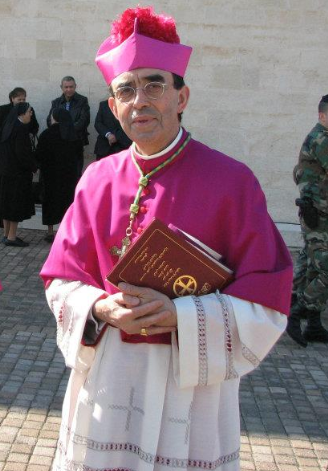
Alain Castet

Alain Castet (* 10. Mai 1950 in Floirac, Gironde, Frankreich) ist ein französischer Geistlicher und emeritierter römisch-katholischer Bischof von Luçon.

## Leben
Alain Castet empfing am 28. Juni 1975 durch den Erzbischof von Paris, François Kardinal Marty, das Sakrament der Priesterweihe für das Erzbistum Paris.
Am 14. April 2008 ernannte ihn Papst Benedikt XVI. zum Bischof von Luçon. Der Erzbischof von Paris, André Kardinal Vingt-Trois, spendete ihm am 29. Juni desselben Jahres die Bischofsweihe; Mitkonsekratoren waren der Bischof von Obuasi, Gabriel Justice Yaw Anokye, und der Bischof von Digne, François-Xavier Loizeau.
Papst Franziskus nahm am 12. Oktober 2017 seinen vorzeitigen Rücktritt an.